# Michael Oreskes
Michael Oreskes (* 26. Mai 1954 in New York City) ist ein US-amerikanischer Journalist. Er arbeitet lange für die New York Times und war Vizepräsident und Programmdirektor des öffentlichen US-Netzwerkes National Public Radio (NPR).

## Leben
Michael Oreskes erhielt 1975 einen Bachelor-Abschluss vom City College in New York. Danach arbeitete er als Journalist für verschiedene US-Medien, war stellvertretender Chefredakteur der New York Times und arbeitete ab 2005 als Chefredakteur des International Herald Tribune SAS für die New York Times Company. Er diente als Verbindungsmann zwischen den Redaktionen der New York Times und der International Herald Tribune. Ab September 2008 war er Managing Editor für US News bei der Presseagentur The Associated Press tätig. Anschließend wurde er Vizepräsident und Programmdirektor von NPR.
2017 wurde bekannt, dass er zwei untergebene Kolleginnen gegen ihren Willen geküsst haben soll. im November 2017 trat er deshalb von seinen Posten bei NPR zurück.